# Viersener Straße 145 (Mönchengladbach)

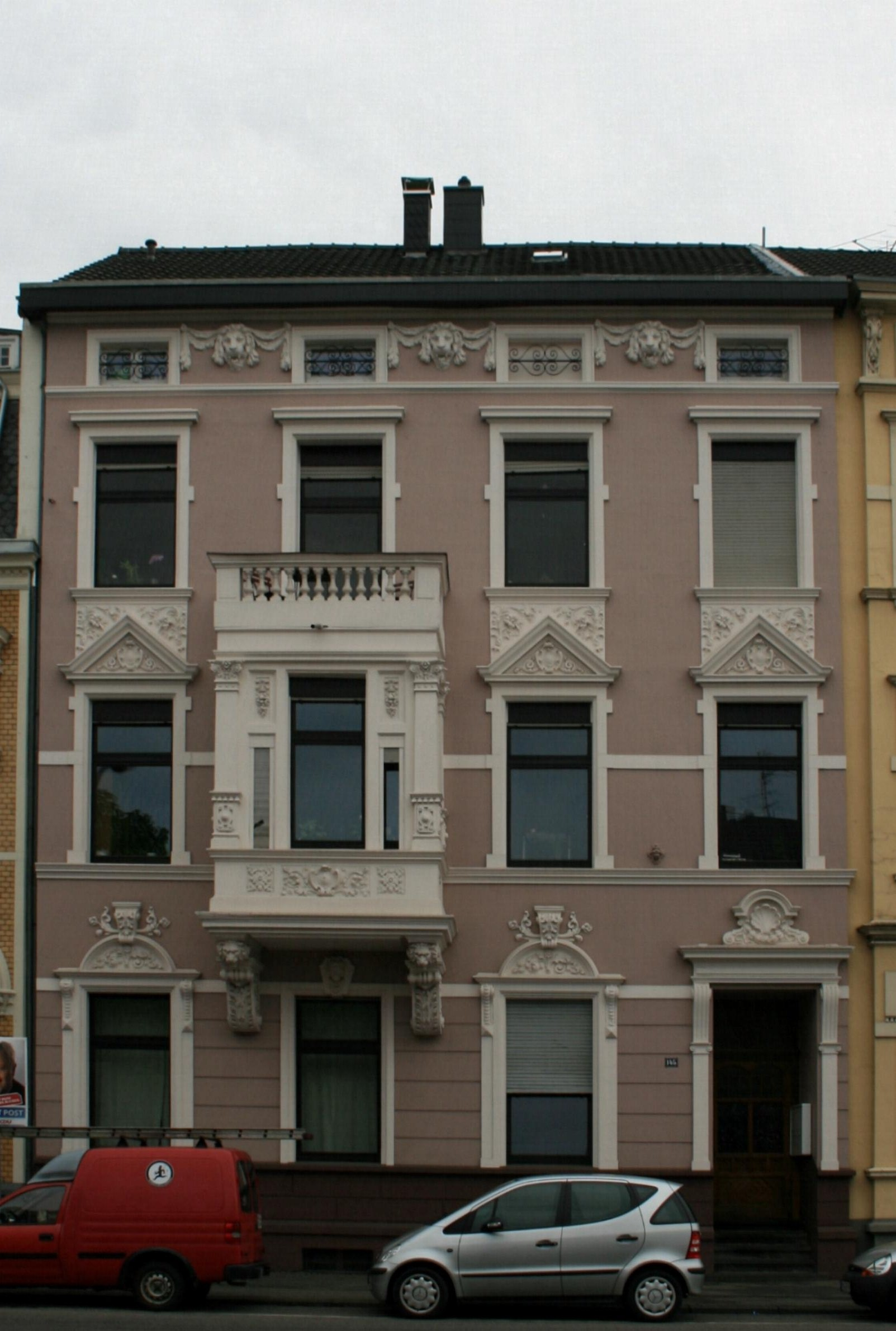
Wohnhaus Viersener Straße 145 (2010)

Das Wohnhaus Viersener Straße 145 steht in Mönchengladbach (Nordrhein-Westfalen) im Stadtteil Am Wasserturm.
Das Gebäude wurde 1927 erbaut und unter Nr. V 022 am 28. März 1995 in die Denkmalliste der Stadt Mönchengladbach eingetragen.

## Lage
Nördlich des Wasserturms auf dem stadtauswärts gerichteten Straßenabschnitt, der beidseitig eine annähernd geschlossene historische Zeilenbebauung aufweist. 

## Architektur
Dreigeschossiger Putzbau von vier Achsen mit befenstertem Drempel unter flach geneigtem Satteldach; rückwärtig langgestreckter Anbau, mit dem des Nachbarhauses (Nr. 147) gekoppelt. Horizontal gegliedert durch Sockel-, Sohlbank-, Stockwerk- und Traufgesims. Ein konsolgestützter Erker in Vierpfeiler-Eckkonstruktion und balusterbegrenztem Balkonaufsatz als asymmetrischer Akzent und plastische Auflockerung der ansonsten regelmäßig ausgeführten Fassade. Erschließung des Hauses von der rechten Achse her mit tief eingeschnittener Eingangsnische. Fensterdisposition in regelmäßiger Reihung bei gleichförmig hochrechteckigen Fensterformaten mit geschossweise variierender Rahmung. Im Erdgeschoss konsolgestütztes Gebälk von Segmentgiebel mit Schlussstein überkrönt; Eingangsrahmung kräftiger formuliert und im Detail variierend. 
Im ersten Obergeschoss Ohrenrahmung mit Dreiecksgiebel und im zweiten Obergeschoss ein schlichtes Profilgebälk als Verdachung. Die Fensteröffnungen des Drempels sind als liegende Rechtecke ausgebildet und mit einer schmucklosen Profilrahmung gefasst. Insgesamt fein modellierte Stuckornamentik unter eklektischer Verwendung renaissancistischer Stilelemente. Neben den Öffnungseinfassungen vegetabilisch ausgebildeter Brüstungs- und Bekrönungsschmuck, horizontale Putzbänder und Bukranien zwischen den Drempelfenstern. Eine Unterschutzstellung des Objektes liegt aus städtebaulichen und architekturhistorischen Gründen im öffentlichen Interesse.